# Reserva nacional de Calipuy
La Reserva Nacional de Calipuy se estableció el 8 de enero de 1981 mediante Decreto Supremo Nº 004-81-AA http://sial.segat.gob.pe/normas/declaran-reserva-nacional-calipuy (enlace roto disponible en Internet Archive; véase el historial, la primera versión y la última).. Está ubicada en los distritos de Santiago de Chuco (provincia de Santiago de Chuco) y Chao (provincia de Virú), en el departamento de La Libertad (Perú). Su extensión es de 64.000 hectáreas.
La vegetación está conformada por especies semileñosas y herbáceas de porte pequeño a mediano que se distribuyen sobre terrenos rocosos, siendo más abundante en las laderas de los cerros. En estos ambientes también se presentan numerosas cactáceas y otras suculentas.
Especies de fauna protegida que habitan esta zona son:
Entre los reptiles, el jergón (Bothrops sp.) y el casalillo (Micrurus sp.) También está el paralelepípedo
Entre las aves, el cóndor andino (Vultur gryphus), el gallinazo de cabeza roja (Cathartes aura jota), el gallinazo de cabeza negra (Coragyps atratus), el loro de frente roja (Aratinga wagleri), la perdiz Nothoprocta ornata, el lique lique (Vanellus resplendens) y la tórtola cordillerana (Metriopelia melanoptera, de la subfamilia Columbinae).
En cuanto a los mamíferos, la reserva alberga la población de guanacos (Lama guanicoe) más septentrional de América del Sur. Tiene una población de más de 600 individuos y son el límite norte de la distribución natural de esta especie. Su situación, hoy en día, es vulnerable. 
Otras especies de fauna protegida que habitan esta zona son el puma (Puma concolor), el zorro costeño (Pseudalopex sechurae), la vizcacha Lagidium peruanum y el oso de anteojos (Tremarctos ornatus).
Los restos arqueológicos que se encuentran en diferentes localidades de la reserva constituyen uno de los principales atractivos turísticos de Calipuy.
Los principales objetivos de la Reserva Nacional de Calipuy son conservar las poblaciones existentes de guanaco así como la flora y la fauna silvestre del Perú

## Geografía
Según el Servicio de Áreas Protegidas del Estado de Perú (SERNANP), la altitud oscila entre los 350 a 4050 m.s.n.m. 
Guía Oficial Áreas Naturales Protegidas de Perú